# Furoxaan
Furoxaan of furazaan-N-oxide is een heterocyclische aromatische verbinding. Het is het amineoxide van furazaan.

## Synthese
Furoxaan wordt bereid door reactie van glyoxime met stikstofdioxide.
Symmetrisch gesubstitueerde furoxanen kunnen bekomen worden door de dimerisatie van nitriloxiden met de algemene structuur

## Derivaten
Derivaten van furoxaan worden bestudeerd als potentiële nieuwe geneesmiddelen. Furoxaan is een NO-donor en kan gebruikt worden in pijnstillers. Andere furoxanen zijn in bepaalde mate cytotoxisch en zijn potentiële antitumorale stoffen.
Aromatische furazaanoxides zoals benzofurazaanoxide of benzofuroxaan, een bicyclische verbinding waarin een benzeenring aan de furoxaanring vastzit, worden gebruikt als modifier bij de productie van rubber.
CL-14 en ADNBF zijn benzofuroxaanderivaten met nitrogroepen, die als springstof worden gebruikt.